# The Everly Brothers Sing Great Country Hits
The Everly Brothers Sing Great Country Hits è l'ottavo album in studio del duo musicale statunitense The Everly Brothers, pubblicato nel 1963.

## Tracce
Side 1
1. Oh Lonesome Me (Don Gibson) – 2:17
2. Born to Lose (Frankie Brown, Ted Daffan) – 2:24
3. Just One Time (Don Gibson) – 2:19
4. Send Me the Pillow That You Dream On (Hank Locklin) – 2:32
5. Release Me (Eddie Miller, Dub Williams, Robert Yount) – 2:21
6. Please Help Me, I'm Falling (Hal Blair, Don Robertson) – 2:24

Side 2
1. I Walk the Line (Johnny Cash) – 2:40
2. Lonely Street (Carl Belew, Kenny Sowder, W.S. Stevenson) – 2:22
3. Silver Threads and Golden Needles (Dick Reynolds, Jack Rhodes) – 2:16
4. I'm So Lonesome I Could Cry (Hank Williams) – 2:57
5. Sweet Dreams (Don Gibson) – 2:48
6. This Is the Last Song I'm Ever Going to Sing (Jerry Allison, Sonny Curtis) – 2:15

## Formazione
- Don Everly – chitarra, voce
- Phil Everly – chitarra, voce